# 格朗瓦勒 (多姆山省)
格朗瓦勒（法語：Grandval，法語發音：[ɡʁɑ̃val]）是法国多姆山省的一个市镇，属于昂贝尔区。

## 地理
格朗瓦勒（45°35'54"N, 3°38'46"E）面积9.83 平方千米，位于法国奥弗涅-罗讷-阿尔卑斯大区多姆山省，该省份为法国中南部省份，北起阿列省接壤，东临卢瓦尔省，南至上盧瓦爾省和康塔爾省，西接科雷兹省和克勒兹省。
与格朗瓦勒接壤的市镇（或旧市镇、城区）包括：贝尔蒂尼亚、拉沙佩勒阿尼翁、勒莫内斯捷、圣阿芒罗什萨维讷、蒂奥利耶尔。

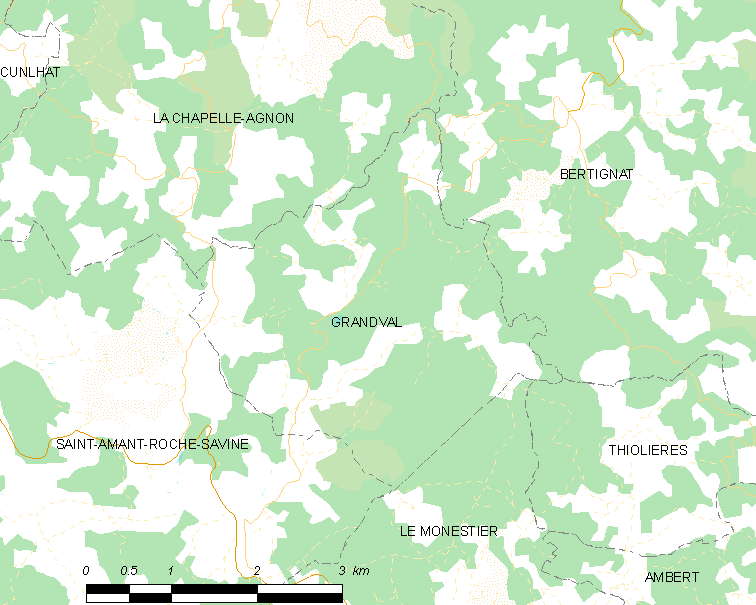
的OSM定位图

格朗瓦勒的时区为UTC+01:00、UTC+02:00（夏令时）。

## 行政
格朗瓦勒的邮政编码为63890，INSEE市镇编码为63174。

## 政治
格朗瓦勒所属的省级选区为利夫拉杜瓦山县。

## 人口

1962-2008年间人口变化图示

格朗瓦勒于2022年1月1日时的人口数量为119人。